# Girijaya (Bojongasih)
Girijaya is een bestuurslaag in het regentschap Tasikmalaya van de provincie West-Java, Indonesië. Girijaya telt 3199 inwoners (volkstelling 2010).